# Lijst van soortelijke massa's van gassen
Dit overzicht geeft de soortelijke massa van gassen bij 0 °C en 1 atm of 1,01325 bar of 101325 Pa volgens DIN1343 (behalve indien anders aangegeven).
De massadichtheid van een ideaal gas wordt beschreven door de Wet van Boyle-Gay-Lussac. Bij deze temperatuur en druk zijn veel van de gassen in de onderstaande tabel nog goed met dit model te beschrijven. De dichtheid is voor zulke gassen een simpele functie van het (gemiddelde) molecuulgewicht.
| Gas                    | Soortelijke massa ρ (kg / m³) |
| ---------------------- | ----------------------------- |
| Aardgas                | 0,833                         |
| Acetyleen              | 1,16                          |
| Ammoniakgas            | 0,765                         |
| Argon                  | 1,78                          |
| Cokesovengas           | 0,62 .. 0,73                  |
| Ethaan                 | 1,34                          |
| Ethyleen               | 1,25                          |
| Generatorgas           | 0,61 .. 1,29                  |
| Helium                 | 0,18                          |
| Hoogovengietgas (gem.) | 1,30                          |
| Koolstofdioxide        | 1,97                          |
| Koolstofmonoxide       | 1,25                          |
| Lachgas                | 1,98                          |
| Lichtgas               | 0,65                          |
| Lucht                  | 1,29                          |
| Methaan                | 0,72                          |
| Neon                   | 0,90                          |
| Steenkoolgas           | 0,47 .. 0,58                  |
| Stikstofgas            | 1,26                          |
| Stikstofdioxide        | 2,06                          |
| Stikstofmonoxide       | 1,35                          |
| Waterdamp (100 °C)     | 0,60                          |
| Waterstofgas           | 0,09                          |
| Waterstofsulfide       | 1,58                          |
| Zoutzuurgas            | 1,62                          |
| Zuurstofgas            | 1,43                          |
| Zwaveldioxide          | 2,86                          |